# Lumberton (Carolina do Norte)
Lumberton é uma cidade localizada no estado norte-americano de Carolina do Norte, no Condado de Robeson.

## Demografia
Segundo o censo norte-americano de 2000, a sua população era de 20.795 habitantes.
Em 2006, foi estimada uma população de 21.894, um aumento de 1099 (5.3%).

## Geografia
De acordo com o United States Census Bureau tem uma área de
40,9 km², dos quais 40,7 km² cobertos por terra e 0,2 km² cobertos por água.

## Localidades na vizinhança
O diagrama seguinte representa as localidades num raio de 20 km ao redor de Lumberton.